# Thorichthys affinis
Thorichthys affinis és una espècie de peix de la família dels cíclids i de l'ordre dels perciformes. Els adults poden assolir fins a catorze cm de longitud total. Es troba al riu Usumacinta (Guatemala i Belize) a l'Amèrica Central.